# Cryptotis oreoryctes
Cryptotis oreoryctes és una espècie d'eulipotifle de la família de les musaranyes (Soricidae). És endèmica del centre-nord de Guatemala. És força més grossa que C. merriami i C. tropicalis. Té una llargada de cap a gropa de 82 mm, una cua de 30 mm i les potes posteriors de 15 mm (valors mitjans). Els espècimens de C. oreoryctes es classificaven anteriorment com a C. goodwini, una espècie propera.